# Campomorone
Campomorone est une commune italienne de la ville métropolitaine de Gênes dans la région Ligurie en Italie.

## Administration
| Période                                  | Période | Identité | Étiquette | Qualité |
| ---------------------------------------- | ------- | -------- | --------- | ------- |
|                                          |         |          |           |         |
| Les données manquantes sont à compléter. |         |          |           |         |

### Hameaux
Isoverde, Cravasco, Gallaneto, Santo Stefano di Larvego, Gazzolo, Langasco, Pietralavezzara

### Communes limitrophes
Bosio (Italie), Ceranesi, Fraconalto, Gênes, Mignanego, Voltaggio